# انونگر
انونگر (به سوئدی: Enånger) یک منطقه مسکونی است که در بخش هودیکسوال شهرستان یولبوری در کشور سوئد واقع شده است. جمعیت انونگر در پایان سال ۲۰۱۸ بالغ بر ۶۲۹ نفر بوده است.